# Fennange
Fennange (luxembourgeois: Fenneng, allemand: Fenningen) est une section de la commune luxembourgeoise de Bettembourg située dans le canton d'Esch-sur-Alzette.